# 오언 하그리브스
오언 리 하그리브스(영어: Owen Lee Hargreaves, 1981년 1월 20일 ~ )는 잉글랜드의 축구 선수로, 포지션은 중앙 미드필더이다. 많은 활동량과 투쟁적인 플레이에 오른발 크로스 능력이 뛰어나며 윙어 포지션도 소화 가능한 선수이다. 그러나 잦은 부상으로 2012년 31살의 나이로 현역 은퇴하였다.

## 개요
캐나다 캘거리에서 웨일스인 어머니와 잉글랜드인 아버지 사이에서 태어났다. 캘거리 풋힐스에서 선수 생활을 시작했으며 이후 잉글랜드 선수로는 드물게 독일로 진출하여 2000년 독일 분데스리가의 바이에른 뮌헨에 유소년 팀에 입단하였다. 캐나다, 웨일스, 잉글랜드 대표팀 가운데 하나를 선택할 수 있었던 하그리브스였으나 결국엔 잉글랜드 축구 국가대표팀을 선택했다. 2001년에는 UEFA 챔피언스리그 우승을 경험하였으며 많은 우승을 맛보기도 했다. 2002년 FIFA 월드컵과 UEFA 유로 2004, 2006년 FIFA 월드컵의 메이저 대회에서 잉글랜드 대표팀의 일원으로 참가하였다.
그는 포르투갈과의 2006년 FIFA 월드컵 8강전에서 인상적인 활약으로 맨 오브 더 매치 (Man of the match)에 선정되었었는데, 이를 맨체스터 유나이티드 FC의 알렉스 퍼거슨 감독이 눈여겨봤다. 2006-07 시즌을 대비하기 위해 하그리브스의 영입에 힘썼으나 이루어지지는 못했다. 하그리브스는 자신을 원하고 있는 퍼거슨 감독의 적극적인 구애를 거절하지 못하고 2007-08 시즌 직전 바이에른 뮌헨을 떠나 맨체스터 유나이티드로 이적하였다.
2007-08 시즌에 하그리브스는 많은 경기를 소화하지는 못했다. 그의 고질적인 문제인 무릎 부상때문이었지만 중요한 경기에는 자주 선발 출장하기도 했다. 풀럼 전에서 프리미어리그 데뷔골인 오른발 프리킥 선제골을 넣었고, 아스널 전에서는 프리킥 결승골을 만들어냈다. 그리고 2008년 챔피언스리그 결승전에 박지성, 나니를 제치고 오른쪽 미드필더로 선발 출장하여 인상적인 활약을 보였고 팀은 우승을 차지했다.
2008 - 2009 시즌에는 단 3경기만을 소화하였다. 그의 고질적인 부상은 다시 재발하였고 결국에는 양쪽 무릎을 모두 수술을 받게 되어 잔여 시즌을 모두 결장하게 되었다.
2010-2011 시즌에는 11라운드 울버햄프턴 원더러스와의 경기에 부상을 털고 선발로 출장했으나 경기 시작 5분만에 부상을 당해서 다시 아웃되는 불운을 겪었다.
결국 그의 고질적인 부상 때문에 그를 기용할 수 없었던 퍼거슨 감독은 2011년 5월 그의 맨체스터 유나이티드 방출을 인정했다.
그리고 그는 자유 계약으로 지역 라이벌인 맨체스터 시티 FC로 입단하였다. 그러나 맨체스터 시티에서도 맨유 시절처럼 많이 뛰지 못하였고 2011-12 시즌 리그 1경기만을 뛰었고 시즌 종료후 구단으로부터 방출을 당하였다.

## 수상 내역

#### FC 바이에른 뮌헨
- 분데스리가 - 2000-01, 2002-03, 2004-05, 2005-06
- DFB-포칼 - 2002-03, 2004-05, 2005-06
- DFB-리가포칼 - 2004, 2007
- UEFA 챔피언스리그 - 2000-01

#### 맨체스터 유나이티드
- 프리미어리그 - 2007-08, 2008-09, 2010-11
- UEFA 챔피언스리그 - 2007-08

#### 맨체스터 시티
- 프리미어리그 - 2011-12

### 개인
- 브라보상 - 2001
- 유럽 U21 올해의 선수 - 2001
- 잉글랜드 올해의 선수 - 2006